# Rod Steiger
Rodney Stephen „Rod“ Steiger (14. dubna 1925 – 9. července 2002) byl americký herec.
Roku 1967 získal Oscara za mužský herecký výkon v hlavní roli ve filmu V žáru noci. Nominován na sošku Akademie byl i roku 1965 za hlavní roli ve filmu The Pawnbroker. Za výkon ve vedlejší roli byl na Oscara nominován roku 1954, za film On the Waterfront. K jeho známým rolím patří i Jud Fry v muzikálu Oklahoma! (1955), Jack Palance v The Big Knife (1955), Al Capone ve filmu Al Capone (1959), Komarovsky v Doktoru Živagovi (1965), Napoleon ve Waterloo (1970), Benito Mussolini v The Last Four Days (1974). Byla mu nabídnuta hlavní role i ve filmu Patton, odmítl ji však, neboť film podle něj adoroval válku.